# Jo Cals

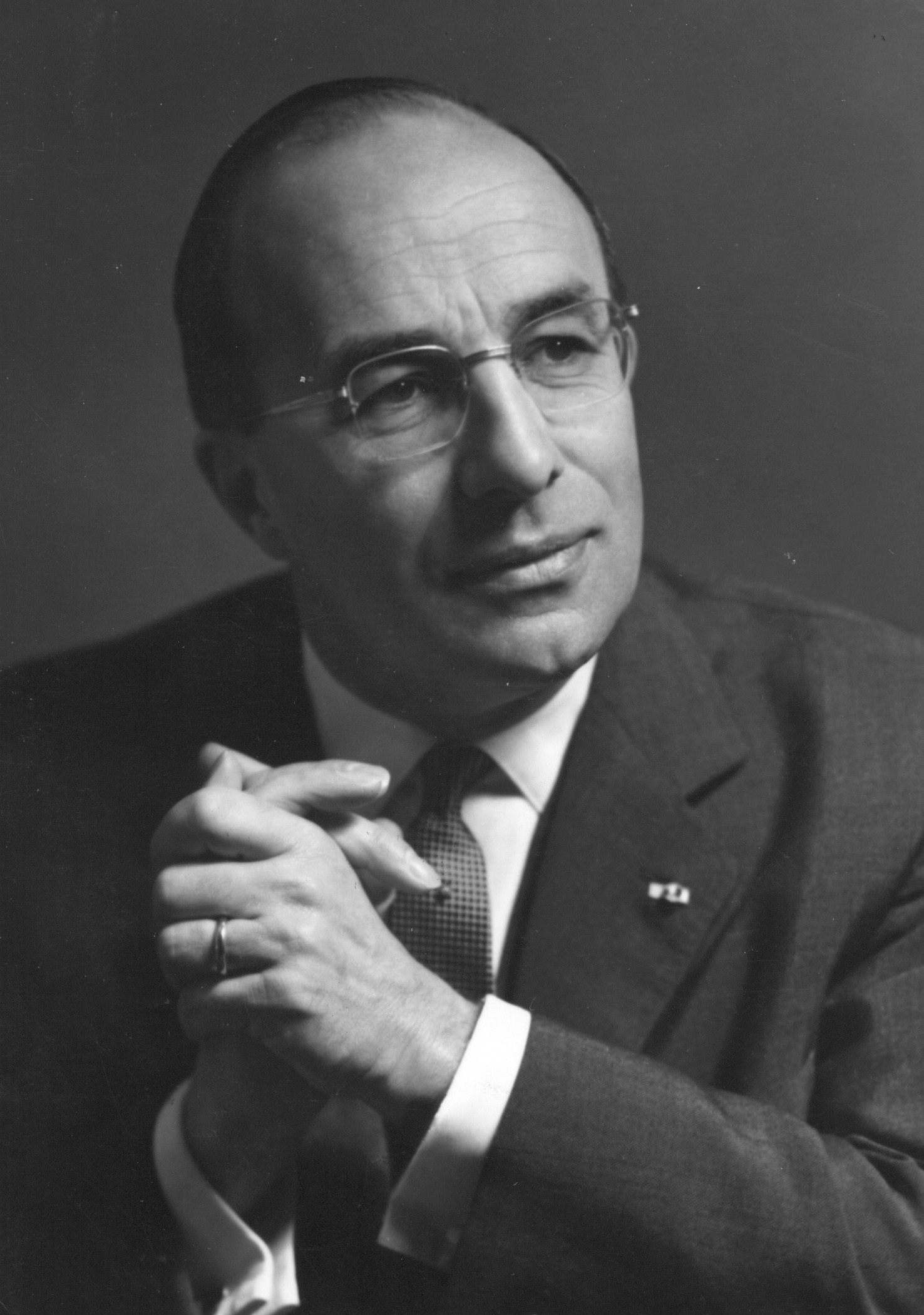
Jo Cals (1966)

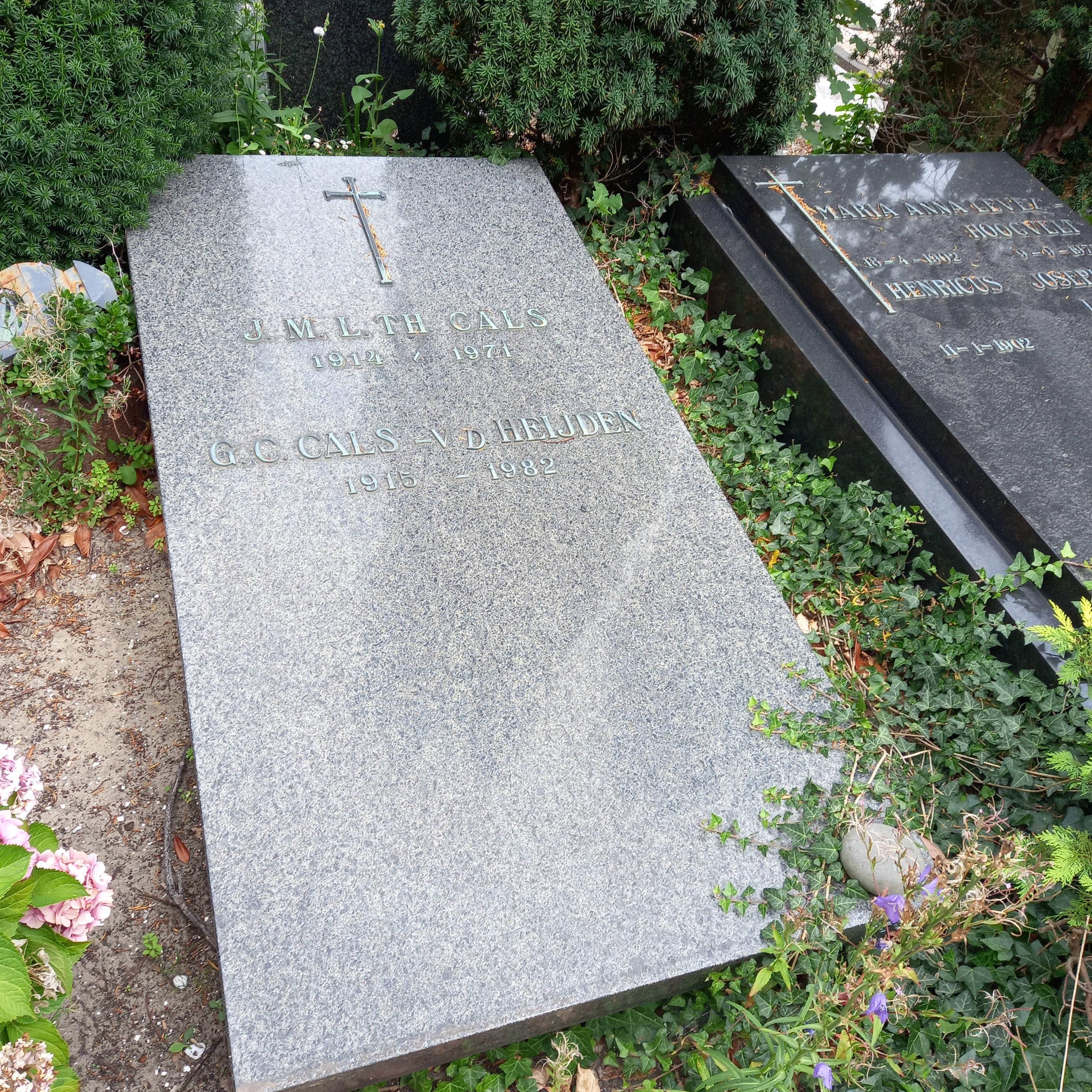
Das Grab von Jo Cals und seiner Ehefrau Truus van der Heijden auf dem katholischen Friedhof St. Petrus Banden in Den Haag

Jozef „Jo“ Maria Laurens Theo Cals (* 18. Juli 1914 in Roermond; † 30. Dezember 1971 in Wassenaar) war ein niederländischer Politiker. Von 1965 bis 1966 war er als Mitglied der KVP niederländischer Ministerpräsident.

## Leben
In seiner Jugendzeit war Cals aktives Mitglied der Pfadfinder-Bewegung. Er ging zunächst zur Abtei Rolduc, um sich zum Priester ausbilden zu lassen, wechselte dann aber 1935 an die Katholische Universität Nijmegen und studierte dort Jura. 1940 schloss er sein Studium ab und ließ sich in Nijmegen als Anwalt nieder. Er heiratete 1941 eine frühere Studienkollegin, mit der er später drei Söhne und zwei Töchter hatte (ein weiterer Sohn verstarb früh), und wurde Assistent bei seinem Schwiegervater an der Universität. In den Jahren 1943 bis 1945 war er auch Dozent am Bisschoppelijk College in Roermond.
Nach dem Zweiten Weltkrieg begann er seine politische Karriere und wurde zunächst Mitglied des Gemeinderats und 1948 Vorsitzender der dortigen KVP-Fraktion. Er zog im selben Jahr in die Zweite Kammer der Generalstaaten ein und wurde im März 1950 Staatssekretär im Ministerium für Bildung, Kunst und Wissenschaft und schließlich im September 1952 selbst Minister, was er bis Juli 1963 blieb. Cals größte Amtshandlung war das sogenannte Mammutgesetz zur weiterführenden Bildung, das 1963 ausgearbeitet wurde, aber erst 1968 in Kraft trat. Anschließend zog er zunächst als einfaches Mitglied ins Parlament ein, bildete jedoch nach dem Ende des Kabinetts Marijnen eine Drei-Parteien Regierung aus KVP, PvdA und ARP und war vom 14. April 1965 an Ministerpräsident. Im Oktober 1966 stimmte ein Großteil der Fraktion der KVP zusammen mit den Oppositionsparteien CHU, VVD, SGP, BP und GPV für einen von Norbert Schmelzer vorgebrachten Antrag zur Revision des Haushaltsentwurfs. Cals betrachtete dies als Misstrauensvotum und trat zurück.
Trotz dieses Ereignisses blieb er auch als Exponent des linken Flügels der Partei treu und wechselte nicht wie andere Mitglieder dieses Flügels zur 1968 gegründeten Abspaltung PPR. Im Dezember 1966 wurde Cals zum Staatsminister ernannt; 1967 ernannte man ihn zum Vorsitzenden der Staatskommission für Verfassung und Wahlreform. In seinen letzten Lebensjahren war er daneben auch Mitglied verschiedener Organisationen und Kommissionen.

## Ehrungen
- Großkreuz im Orden von Oranien-Nassau (1963)